# Marlen Martinovics Hucijev
Marlen Martinovics Hucijev (Марлен Мартынович Хуциев) (Tbiliszi, 1925. október 4. – Moszkva, 2019. március 19.), grúzul: მარლენ ხუციევი (Marlen Hucievi), grúziai születésű oroszországi filmrendező, forgatókönyvíró, az orosz-szovjet új hullámnak is nevezett filmes nemzedék meghatározó alakja. Az 1960-as években a Moszfilm stúdióban készített eredeti stílusú és hangvételű filmjei tették híressé. 2005-ben az Oroszországi Filmművészeti Akadémia Nyika-díjainak odaítélésekor életműdíjjal tüntették ki.

## Életrajzi adatok
1925. október 4-én született Grúzia (akkoriban a Szovjetunió egyik tagköztársasága) fővárosában, Tbilisziben. Anyja színésznő volt, apja már az 1917-es forradalom előtt is a kommunista párt tagja, aki 1937-ben a sztálini önkény áldozata lett.
Marlen Hucijev a középiskolát Moszkvában kezdte el, majd Tbilisziben fejezte be, ahová anyjával tért vissza. Képzőművészeti főiskolára jelentkezett, de nem vették fel. 1944-ben a tbiliszi filmstúdióban trükkfelvételi asszisztensként helyezkedett el. A moszkvai filmfőiskola (VGIK) rendezői szakán, Igor Szavcsenko osztályában tanult, 1950-ben szerzett diplomát.
Két évig munka nélkül volt, majd szinkronrendező asszisztens, később Borisz Barnet rendező mellett másodaszissztens lett. 1953-1958 között az Ogyesszai Filmstúdió rendezőjeként, 1959-1965 között a moszkvai Gorkij Filmstúdió rendezőjeként dolgozott, 1965-től a Moszfilm Stúdió rendezője. Filmjei többségének forgatókönyvét társalkotóként vagy teljes egészében maga írta.
Nevezetes színházi rendezése volt Arthur Miller Közjáték Vichyben című drámájának színpadra állítása a moszkvai Szovremennyik Színházban (1967), de a darabot hamarosan levetették a színház műsoráról, csak 20 évvel később újították fel. Hucijev fiával közösen színdarabot írt Lev Tolsztoj és Anton Csehov két találkozásáról, a darab bemutatóját ő maga rendezte.
1965-től a Szovjetunió Filmművész Szövetségének titkára, 1968-tól három éven át a Központi Televízió egyik alkotócsoportjának művészeti vezetője volt. 1978-tól rendezői osztályt vezetett a filmfőiskola játékfilmrendezői tanszékén, 1987-től a tanszék vezetője volt. 1989-től az Oroszországi Filmrendezők Közösségének elnöke, 1998-tól a Filmművészek Szövetsége játékfilmes bizottságának elnöke. Számos állami díjat, kitüntetést kapott. 2005-ben az Orosz Filmakadémia Nyika életműdíjával tüntették ki. 
Az Oroszországi Művészeti Akadémia tiszteleti tagja.
Felesége a moszkvai filmfőiskolán szerzett diplomát. Fiuk, Igor szintén a moszkvai főiskolán, a filmrendezői szakon végzett. Apja utóbbi filmjei forgatókönyveinek írásában vett részt.

## Filmrendezői pályája
Marlen Hucijev több mint 55 éves filmrendezői pályafutása alatt meglepően kevés játékfilmet rendezett. Ennek elsődleges oka az a politikai légkör, az a filmgyártási és -elfogadási rendszer volt, amely gátolta, számos esetben meg is akadályozta eredeti alkotások megszületését. Hasonló, bár talán nem ennyire hosszú „szünetek” a szovjet korszak több neves filmrendezőjének pályáján is kimutathatók.
Hucijev a Sztálin halála utáni években indult szovjet filmes nemzedékhez tartozik, melynek legjobb képviselői, – bár nem egységesen és nem programszerűen, – új utakat keresve, egyéni látásmóddal, a korabeli valóság és problémák reális bemutatásának igényével léptek fel.
Főiskolai társával, Feliksz Mironyerrel közös pályakezdő munkája, a Tavasz a kisvárosban egy öntödei munkás és egy fiatal tanárnő szerelmének lírai története. A pátoszt és moralizálást mellőző, bensőséges hangvételű film szakítást jelentett a munkáshősök korábban szokásos ábrázolásmódjával.
Első teljesen önálló alkotása a Két Fjodor, itt jelent meg először filmvásznon Vaszilij Suksin, színész, költő, később maga is filmrendező. A frontról hazatérő (idősebb) Fjodor magához veszi névrokonát, az árván maradt kisfiút, evvel azonban házasságát is kockára teszi. Bár a történet szerencsés véget ér, a néző mégsem tud szabadulni valami rejtett veszélyérzettől vagy nyugtalanságtól. Ez az alaphangulat a rendező következő két filmjét még erősebben jellemzi.

### Az 1960-as évek filmjei
Pályájának két kiemelkedő filmje a Mi, húszévesek (eredeti és később visszaállított címén Iljics őrcsapata) és a Júliusi eső, mindkettő az 1960-as évek terméke.
A Mi, húszévesek egyike az első igazán modern szovjet filmeknek. Azzá teszi epizódszerű, „drámaiatlan” elbeszélésmódja, természetességre törekvő színészi játéka, a cinema veritée és a dokumentarista eszközök játékfilmes felhasználása, valamint az a higgadt, tárgyilagos látásmód, amellyel hősei sorsát, kora valóságát bemutatja. Hucijev evvel a filmjével a korabeli Moszkva és a moszkvaiak széles tablóját alkotta meg. Orosz filmtörténészek az „olvadás” korában készült filmek alapműveként tartják számon.
Az elkészült alkotást az eredeti címmel és terjedelemben nem engedték bemutatni. Csak két évvel később kerülhetett közönség elé, miután az eredeti kópiából kb. 40 percet kivágtak. Ekkor kapta a Mnye dvadcaty let („Húszéves vagyok”) címet. (A magyarországi forgalmazásban ezt Mi, húszévesek-re módosították.) Hazájában a film megcsonkított változata is heves vitákat váltott ki. Az eredeti változatot és az eredeti címet (Iljics őrcsapata) 25 évvel a bemutató után visszaállították.
A Júliusi eső az előzőnél jóval keserűbb film, annak fogadtatása után nem is lehetett más. De a politikai légkör is megváltozott: 1967-ben már vége volt az ún. „olvadás”-nak. A Júliusi eső a korábbi közösség (ek) széteséséről, a csöndes visszavonulásokról és árulásokról, az igaztalanságok csöndes elfogadásáról szól. A korábbi filmben látott estélyek erőltetett rituálékká váltak, az egymáshoz közel álló emberek kapcsolataiba valamilyen hideg idegenség szivárog. 1992-ben a rendező filmjeinek retrospektív olaszországi vetítése után lelkes kritikusok „orosz Antonioni”-nak nevezték Hucijevet. Nyilván a Júliusi eső szerelmesei közötti kapcsolatok ábrázolása miatt. Hucijev hősei elválnak, nem mintha nem értenék meg egymást, hanem inkább azért, mert nagyon is jól értik egymást és helyzetüket. A film híres jelenete az őszi piknik: hideg, sűrű köd, fáról lógó tranzisztoros rádió, és mindenki a másikat keresi a nyirkos, hideg időben.

### 1970 után
1970-ben a televízió számára készítette a Május hónapja volt című művét, melyet több kritikusa a háborúról készített egyik legjobb szovjet filmnek nevezett. Ezután azonban Hucijev olyan ritkán jelentkezett új filmmel, hogy a fiatal nézők nemzedékei a nevét sem ismerték. Ebben a hallgatásban nyilván közrejátszott korábbi filmjének fogadtatása, de a következő munkára való felkészülés is. A rendező ugyanis Puskin  életéről akart filmet készíteni, ez a terve azonban soha nem valósulhatott meg. Több mint egy évtizedig várt, készült "élete filmjének" leforgatására, hiába. Végül, jóval később a forgatókönyv részleteiből rádiójáték-sorozatot állított össze.
- Az 1983-ban, mintegy 12 évnyi hallgatást követően elkészített Utószó az 1980-as évek filmjeire, de Hucijev többi munkájára sem jellemző kamaradarab, a végletekig leegyszerűsített helyzetben játszódó lélektani dráma. Az alaphelyzet: két távoli rokon, a fiatalabb és disszertációján keményen dolgozó vő és a hozzá vendégségbe érkezett idős, de életvidámabb orvos-após néhány napja, kapcsolatuk alakulása dialógusokban, gesztusokban elbeszélve. Két életfelfogást, két mentalitást állít szembe a film, de közben a feszített párbeszédből állandóan kiérezhető az is, ami a külvilágban, a lakás falain túl történik.

- A Végtelenség (1991) – a történelmi krónika vagy inkább filmesszé, reflexiók sora, töprengés Oroszország sorsáról. Hucijev az egyik legjobb filmjének nevezte. Alapvetően különbözik a posztszovjet film többi irányzatától, értelmezési lehetőségeiről sokat is vitatkoztak. A rendező elmondta, hogy a film témája az Iljics őrcsapata befejezése után keletkezett, de akkoriban az emlékek és a valóság egymásba játszatásán alapuló filmet nem lehetett megvalósítani, egyébként is úgy gondolhatták volna, hogy egy 40 éves embertől szerénytelenség az élet tanulságait levonni.

- Az 1941-es év emberei (2001) azokról a fiatalokról szól, akik a második világháborúban a frontra mentek és többnyire nem tértek vissza. Akik mégis visszatértek, elzarándokolnak a Kreml falai mellett égő Öröktűzhöz, hogy társaikra emlékezzenek. A dokumentumfilmben Hucijev saját hangján olvassa fel az egykori frontharcos költők verseit.
- 2007 őszén a rendező Tolsztoj és Csehov találkozásáról készített filmet.

## Filmjei
- 1950: Városépítők (Градостроители), (rövidfilm, diplomamunka)
- 1956: Tavasz a kisvárosban (Весна на Заречной улице) Társrendező: Feliksz Mironyer
- 1958: A két Fjodor (Два Фёдора)
- 1964: Mi, húszévesek – Iljics őrcsapata (Мне двадцать лет – Застава Ильича) A zsűri különdíja az 1965. évi Velencei Nemzetközi Filmfesztiválon
- 1967: Júliusi eső (Июльский дождь)
- 1970: Május hónapja volt (Был месяц май) (tvfilm G. Baklanov elbeszélése alapján)
- 1971: ??? Алый парус Парижа. (A párizsi kommün centenáriumára a tv számára készített dokumentumfilm)
- 1974: És mégis hiszek (И все-таки я верю) (Mihail Iljics Romm félbemaradt filmjének befejezése, Elem Klimovval és G. Lavrovval közösen)
- 1983: Utószó (Послесловие) Jurij Pahomov Megérkezett az após c. elbeszélése alapján
- 1991: Végtelenség (Бесконечность)
- 2001: Az 1941-es év emberei  (Люди 41-го года)

### Forgatókönyvek
(Egyedül vagy társalkotóként):
- 1958: Az ifjúság utcája (Улица молодости)
- 1965: Mi, húszévesek – Iljics őrcsapata (Мне двадцать лет – Застава Ильича)
- 1967: Júliusi eső (Июльский дождь)
- 1983: Utószó (Послесловие)
- 1991: Végtelenség (Бесконечность)
- 2001: Az 1941-es év emberei  (Люди 41-го года)